# Vleermuisprijs
Op het jaarlijkse Nederlandse Thrillerfestival in Zoetermeer worden vijf prijzen uitgereikt: de MAX Gouden Vleermuis, een oeuvreprijs voor een auteur van meerdere spannende boeken, de MAX Zilveren Vleermuis voor de beste thriller van het jaar, de MAX Bronzen Vleermuis voor het beste thrillerdebuut van het jaar, de MAX Junior Vleermuis voor de beste jeugdthriller van het jaar, en de Taalvleermuis voor het beste verhaal geschreven door een groep 8-leerling. Omroep MAX is sinds 2019 naamgever en sponsor van de prijs. Alle prijzen kunnen aan binnen- en buitenlandse auteurs worden uitgereikt; de verhouding hiertussen is door de jaren heen ongeveer gelijk.  

## MAX Gouden Vleermuis
De MAX Gouden Vleermuis is een Nederlandse oeuvreprijs voor een binnenlandse of buitenlandse auteur van meerdere spannende boeken. De prijs wordt sinds 2013 uitgereikt tijdens het jaarlijkse Nederlandse Thrillerfestival. De prijs bestaat uit een oorkonde, een sculptuur en een geldbedrag van 5000 euro.
| Jaar | Auteur                        | Nationaliteit | Overige genomineerden                                                                       |
| ---- | ----------------------------- | ------------- | ------------------------------------------------------------------------------------------- |
| 2013 | Charles den Tex               | Nederlands    |                                                                                             |
| 2014 | Tomas Ross                    | Nederlands    |                                                                                             |
| 2015 | René Appel                    | Nederlands    |                                                                                             |
| 2016 | Håkan Nesser                  | Zweeds        |                                                                                             |
| 2017 | Sara Lövestam                 | Zweeds        |                                                                                             |
| 2018 | Theo en Marianne Hoogstraaten | Nederlands    | Boris Dittrich, Tess Gerritsen, Esther Verhoef, Simone van der Vlugt en Mel Wallis de Vries |
| 2019 | Esther Verhoef                | Nederlands    | Corine Hartman, Deon Meyer, Hilde Vandermeeren, Jacob Vis en Simone van der Vlugt           |
| 2020 | Jacob Vis                     | Nederlands    | Corine Hartman, Loes den Hollander, Simone van der Vlugt, Toni Coppers en Sebastian Fitzek  |
| 2021 | Loes den Hollander            | Nederlands    | Toni Coppers, Guido Eekhout, Nicci French, Corine Hartman en Arnaldur Indriðason            |
| 2022 | Toni Coppers                  | Belgisch      | Christian De Coninck, Arne Dahl, Helen Fields, Corine Hartman en Linda van Rijn             |
| 2023 | Corine Hartman                | Nederlands    | Robert Bryndza, Sterre Carron, Helen Fields, Arnaldur Indriðason en Carla Kovach            |
| 2024 | Nicci French                  | Brits         | Sterre Carron, Bavo Dhooge, Carla Kovach, Linda van Rijn en Gunnar Staalesen                |

## MAX Zilveren Vleermuis
Sinds 2021 wordt tijdens het jaarlijkse Nederlandse Thrillerfestival de MAX Zilveren Vleermuis uitgereikt aan de beste thriller van het jaar. De prijs bestaat uit een oorkonde, een sculptuur en een geldbedrag van 1500 euro.
| Jaar | Auteur         | Titel        | Nationaliteit | Overige genomineerden |
| ---- | -------------- | ------------ | ------------- | --- |
| 2021 | Ilse Ruijters  | Minnaar      | Nederlands    | |
| 2022 | Nathalie Pagie | Vuurduivel   | Nederlands    | |
| 2023 | Sam Holland    | De 20        | Amerikaans    | |
| 2024 | Chris Carter   | Een voor een | Amerikaans    | De bloedpremiëre van Chris De Bruyn, De enige die overbleef van Riley Sager, De laatste die sterft van Helen Fields, Kleinste kwaad van Floris Kleijne, Stoute kleine piranha van Bjorn Van den Eynde |

## MAX Bronzen Vleermuis
Sinds 2020 wordt tijdens het jaarlijkse Nederlandse Thrillerfestival de MAX Bronzen Vleermuis uitgereikt aan de beste thrillerdebuut van het jaar. De prijs bestaat uit een oorkonde, een sculptuur en een geldbedrag van 1000 euro.
| Jaar | Auteur              | Titel               | Nationaliteit | Overige genomineerden |
| ---- | ------------------- | ------------------- | ------------- | --- |
| 2020 | Mohlin & Nyström    | Het laatste leven   | Zweeds        | |
| 2021 | Bas Haan            | Lenoir              | Nederlands    | |
| 2022 | Sam Holland         | De echoman          | Amerikaans    | |
| 2023 | Bjorn Van den Eynde | De engelenmoord     | Belgisch      | |
| 2024 | Ashley Elston       | Wie het eerst liegt | Amerikaans    | Anna O. van Matthew Blake, De hoogvlieger van Reinier Sonneveld, De schandpaal van Robert Feller, Dubbelspel van Bregje Rebergen, Lichaamstaal van A.K. Turner |

## MAX Junior Vleermuis
Sinds 2023 wordt tijdens het jaarlijkse Nederlandse Thrillerfestival de MAX Junior Vleermuis uitgereikt aan de beste jeugdthriller. De prijs bestaat uit een oorkonde, een sculptuur en een geldbedrag van 500 euro.
| Jaar | Auteur            | Titel                               | Nationaliteit | Overige genomineerden |
| ---- | ----------------- | ----------------------------------- | ------------- | --- |
| 2023 | Pari Thomson      | Groenwoud: De wereld achter de deur | Brits         | |
| 2024 | Katherine Rundell | Onmogelijke wezens                  | Amerikaans    | De macht van Algas van Marco Kunst, De woordredders van Enrico Galiano, De vergeten feniks van Luke Gamble, Mannus en de onzichtbare kracht van Esther Wittenberg, Spreeuw en de lichtgrot van Aisling Fowler |